# Valle Hermoso (Texas)
Valle Hermoso è un census-designated place (CDP) degli Stati Uniti d'America della contea di Starr nello Stato del Texas. La popolazione era di 0 abitanti al censimento del 2010.

## Geografia fisica
Valle Hermoso è situata a 26°22′56″N 98°47′14″W (26.382268, -98.787117).
Secondo lo United States Census Bureau, il CDP ha una superficie totale di 1,41 km² ed è priva di acque interne.

## Società

### Evoluzione demografica
Secondo il censimento del 2010, la popolazione era di 0 abitanti.